# Cléopâtre Darleux
Cléopâtre Darleux (* 1. Juli 1989 in Mülhausen, Frankreich) ist eine ehemalige französische Handballspielerin, die dem Kader der französischen Handballnationalmannschaft angehörte.

## Karriere
Darleux begann das Handballspielen bei US Wittenheim/Ensisheim und spielte anschließend bei HBC Kingersheim. Ab 2005 lief die Torhüterin für ES Besançon auf, deren Erstligakader sie angehörte. 2006 wechselte sie zum französischen Erstligisten Issy-les-Moulineaux Handball, für den sie drei Spielzeiten bestritt. 2009 schloss sie sich dem Ligarivalen Metz Handball an. Nachdem sie mit Metz in ihrer ersten Saison den französischen Pokal und den Ligapokal gewonnen hatte, folgten in der darauffolgenden Saison der Gewinn der Meisterschaft und des französischen Pokals.
Darleux wechselte im Sommer 2011 zu Arvor 29. In der Saisonvorbereitung hatte sich ein Abszess an der Hornhaut ihres rechten Auges gebildet, woran sie fast erblindete. Ihre Sehkraft ist seitdem eingeschränkt, jedoch ist es ihr nicht erlaubt Kontaktlinsen zu benutzen. Aufgrund dessen trug sie damals in Spielen eine Sportbrille. In der Saison 2011/12 errang sie mit Brest die Meisterschaft sowie den Ligapokal. Ab dem Sommer 2012 hütete sie das Tor vom dänischen Verein Viborg HK. In der Spielzeit 2013/14 gewann sie die Meisterschaft, den dänischen Pokal sowie den Europapokal der Pokalsieger. Im Sommer 2014 schloss sie sich OGC Nizza an. Ab der Saison 2016/17 stand sie bei Brest Bretagne Handball unter Vertrag. Zwischen April 2019 und Februar 2020 pausierte sie schwangerschaftsbedingt. Nach der Saison 2023/24 verließ sie Brest Bretagne Handball. Im September 2024 unterschrieb sie einen Vertrag bei Metz Handball. Am Saisonende 2024/25 beendete sie ihre Karriere.
Darleux absolvierte 205 Partien für die französische Auswahl. Mit der französischen Équipe nahm die Rechtshänderin 2012 an den Olympischen Spielen teil. 2017 gewann sie den WM-Titel. Des Weiteren war sie bei den Weltmeisterschaften
2009, 2011 und 2013 sowie bei den Europameisterschaften 2008, 2010, 2012 und 2020 für Frankreich aktiv. Mit der französischen Auswahl gewann sie die Goldmedaille bei den Olympischen Spielen in Tokio. Darleux parierte im Turnierverlauf 33 % der gegnerischen Würfe. Im selben Jahr gewann sie bei der Weltmeisterschaft die Silbermedaille. Bei der Europameisterschaft 2022 wurde sie ins All-Star-Team gewählt. Bei den Olympischen Spielen in Paris gewann sie die Silbermedaille.

## Erfolge
- französische Meisterschaft 2011, 2012, 2021, 2025
- französischer Pokal 2010, 2011, 2021, 2025
- französischer Ligapokal 2010, 2012
- dänische Meisterschaft 2014
- dänischer Pokal 2014
- Europapokal der Pokalsieger 2014
- 1. Platz bei der Weltmeisterschaft 2017
- 2. Platz bei der Weltmeisterschaft 2009, 2011 und 2021
- 2. Platz bei der Europameisterschaft 2020
- 1. Platz bei den Olympischen Spielen 2020 in Tokio
- 2. Platz bei den Olympischen Spielen 2024 in Paris

## Sonstiges
Im Juni 2024 trug Darleux im Vorfeld der Olympischen Spiele in Paris die olympische Fackel auf einem Teilstück der 27. Etappe durch das Département Finistère.